# Mythimna turca
Mythimna turca es una polilla de la familia Noctuidae. Se encuentra en Europa.
La envergadura es de 37 a 45 mm. La polilla vuela de junio a julio dependiendo de la ubicación.
Las larvas se alimentan de diferentes gramíneas, incluyendo Dactylus glomerata, Poa nemoralis y especies de Luzula.